# 张洪程
张洪程（1951年2月24日—），江苏南通人，中国作物栽培学与耕作学家，扬州大学农学院教授。1975年毕业于江苏农学院。2015年当选为中国工程院院士。